# Nagaoka-kyō
Nagaoka-kyō (長岡京?) fu la capitale del Giappone dal 784 al 794. La sua posizione era nel distretto di Otokuni, provincia di Yamashiro, corrispondente a un'area che si estendeva sui confini delle moderne città di Mukō e Nagaokakyō, la cittadina di Ōyamazaki e il quartiere Nishikyō-ku della città di Kyoto.
Le rovine del palazzo si trovano a Kaide-cho, nella città di Muko, e sono state designate come sito storico nazionale come “Rovine del Palazzo Nagaoka”.

## La storia
Nel 784 l'Imperatore Kammu trasferì a Nagaoka-kyō la capitale, che precedentemente era Nara (al tempo chiamata Heijō-kyō). Il principale motivo di questo spostamento, stando a quanto scritto nello Shoku Nihongi, sarebbe stato la migliore accessibilità della zona.
Le cerimonie di Capodanno si tennero al palazzo Nagaoka il giorno di Capodanno del 785, il che significa che il palazzo fu completato solo sei mesi dopo l'inizio della costruzione della capitale. La costruzione del palazzo fu intrapresa tenendo conto dell'opposizione della popolazione di Heijō-kyō allo spostamento della capitale. A quel tempo, era comune che i palazzi venissero costruiti demolendo le strutture originali e trasferendo gli edifici nel nuovo sito, tuttavia, nel caso di Nagaoka-kyō, le strutture di Heijō-kyō furono lasciate intatte in situ e fu trasferito al suo posto il palazzo Naniwa-kyō.
Tuttavia, nel settembre del785 venne assassinato Fujiwara no Tanetsugu, l'amministratore imperiale che aveva il compito di gestire la città, e diversi funzionari associati al grande tempio statale di Tōdai-ji furono implicati. Il fratello dell'Imperatore, il principe imperiale Sawara, implicato nel complotto, fu condannato all'esilio ma morì durante il tragitto verso l'esilio, covando ancora rancore. Dopo la sua morte, nel 792 si verificarono vari incidenti, come carestia ed epidemie dovute alla siccità, le successive morti dell'imperatrice e di altri parenti stretti dell'imperatore Kanmu, l'incendio doloso della sala principale del Grande Santuario di Ise e l'insorgenza di una malattia del principe ereditario. L'anno seguente, un onmyōji dichiarò che questi disastri erano stati causati dall'onryō, o spirito vendicativo del principe Sawara, quindi fu tenuto un rituale per placare lo spirito del principe imperiale. Tuttavia, due forti piogge fecero straripare il fiume che attraversava la capitale, causando ingenti danni. Sulla base di ciò, e su suggerimento di Wake no Kiyomaro, responsabile del controllo delle inondazioni, il 15 gennaio 793 fu condotto un sondaggio ufficiale per il trasferimento della capitale in nuovo sito a nord-est. Quindi, appena 10 anni dopo che la capitale fu trasferita a Nagaoka-kyō, la capitale fu spostata a Heian-kyō nell'anno successivo, 794 (Enryaku 13). I documenti relativi alla costruzione di Nagaoka-kyō scompaiono dopo un articolo del 789 (Enryaku 8), in cui si nominavano i carpentieri per la costruzione del palazzo. Nel 791 (Enryaku 10), le porte del Palazzo Heijō furono smontate e portate al palazzo Nagaoka, ma in realtà furono convertite direttamente nel palazzo Heian, il che suggerisce che la decisione di abbandonare Nagaoka-kyō e i piani per una nuova capitale erano già stati presi nel 791.
Dopo il trasferimento della capitale, l'ex area di Nagaoka-kyō divenne il dominio di Sugawara no Michizane, e il santuario shintoista Nagaoka Tenman-gu fu costruito dopo il suo esilio nel 901. L'area che occupava il lato sud-occidentale dell'ex area di Nagaoka-kyō è diventata “Nagaoka-chō” con la fusione di tre villaggi nel 1949 e “Nagaokakyō-shi” con l'istituzione di una città nel 1972, e il nome “Nagaokakyō” è stato ripreso nel nome del distretto amministrativo.

## Gli scavi archeologici
Fino agli scavi condotti nel 1954, si pensava che Nagaoka-kyō fosse una capitale fantasma. L'anno seguente, nel 1955, furono scoperte le rovine della porta del Daidairi Chōdō-in, seguiti dalla scoperta delle rovine di Daigokuden nel 1962. Gli scavi sono progrediti notevolmente e nel 1964, è stato dichiarato sito storico nazionale. Nel 1967 è stata confermata l'esistenza della parte nord-occidentale del corridoio Tsukiji del cortile interno e nel 1979 è stato scoperto un muro Tsukiji su larga scala come resto che prova l'esistenza di un importante ufficio governativo nella parte meridionale del cortile interno.
I risultati degli scavi evidenziano che a differenza della teoria convenzionale secondo cui il palazzo fu abbandonato perché incompleto, si trattava di una struttura abbastanza completa, con edifici provenienti dal Palazzo Naniwa, da altri palazzi precedenti e da Heijō-kyō trasferiti nel sito con una superficie paragonabile a quella di Heijō-kyō e Heian-kyō.

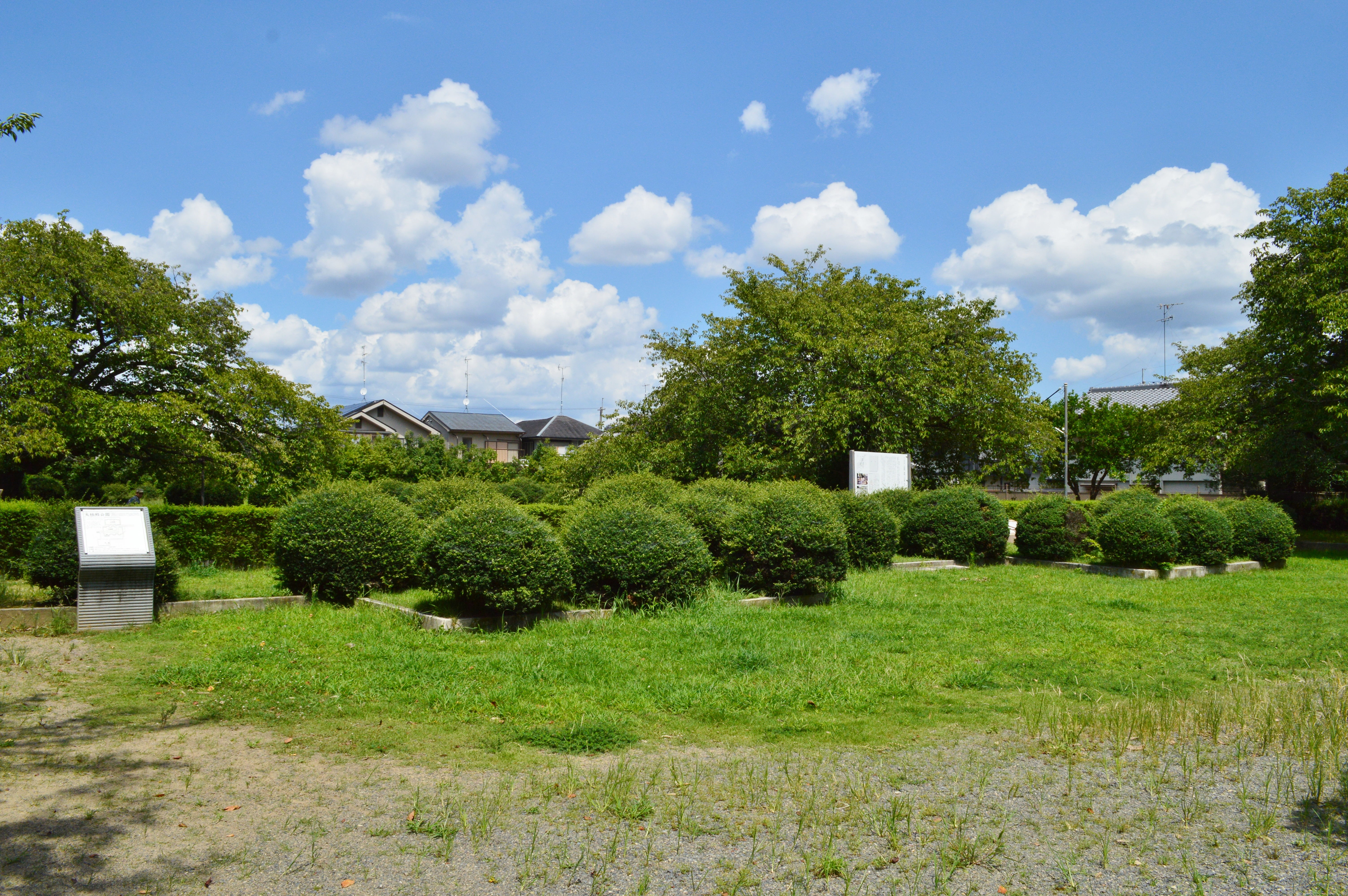
Rovine del Daigokuden
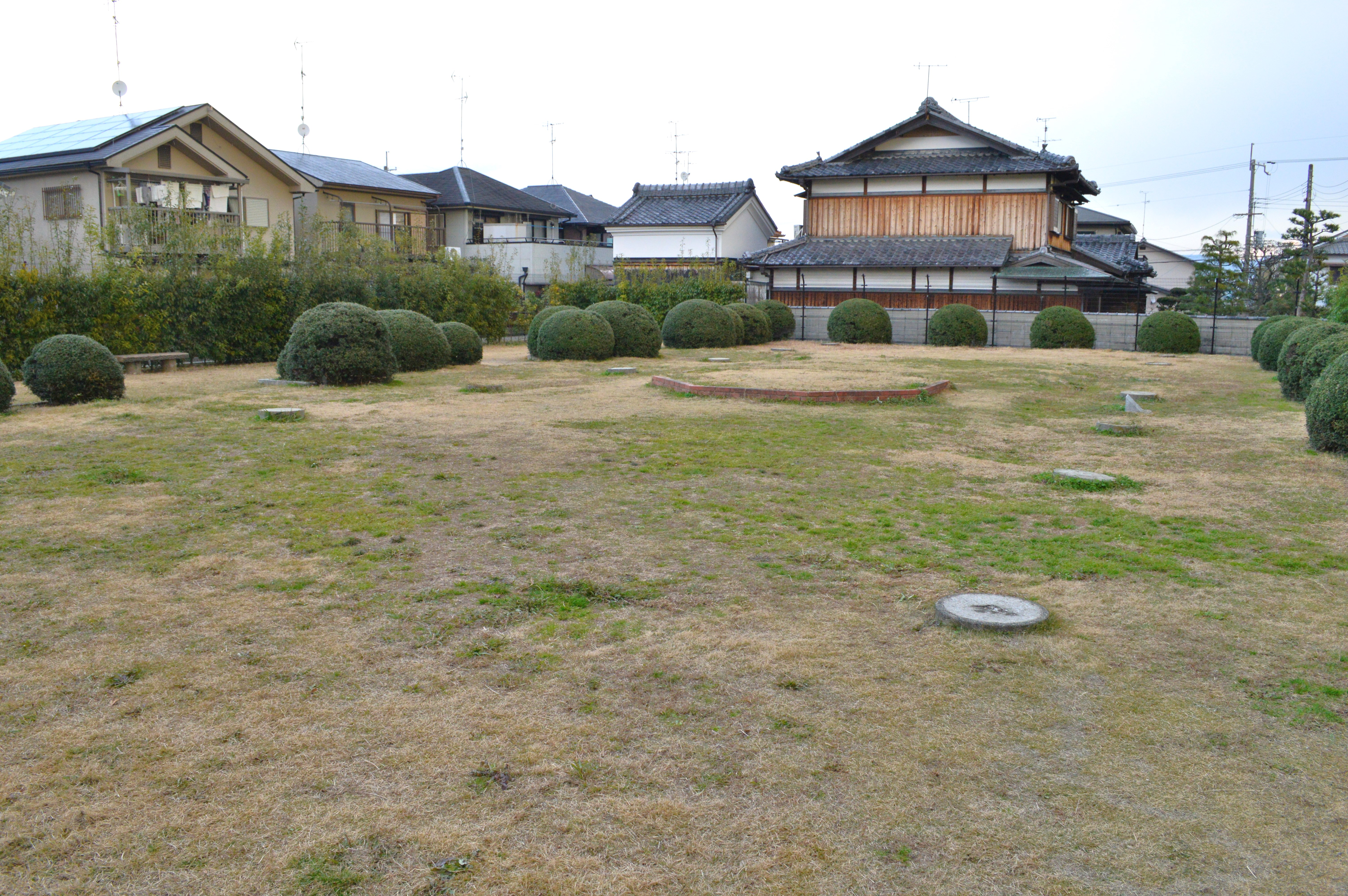
Resti del palazzo
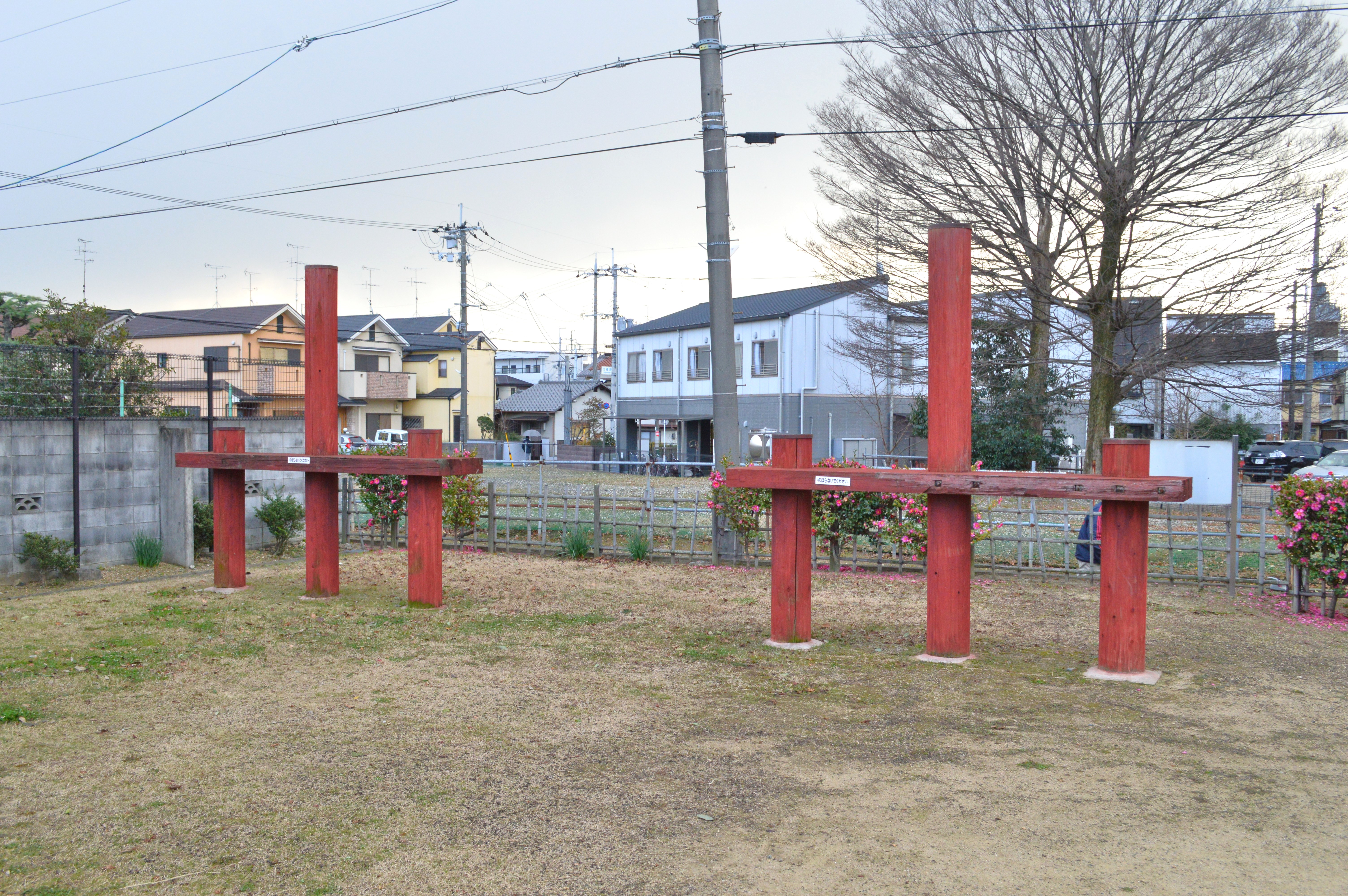
Stendardo del tesoro (restaurato)
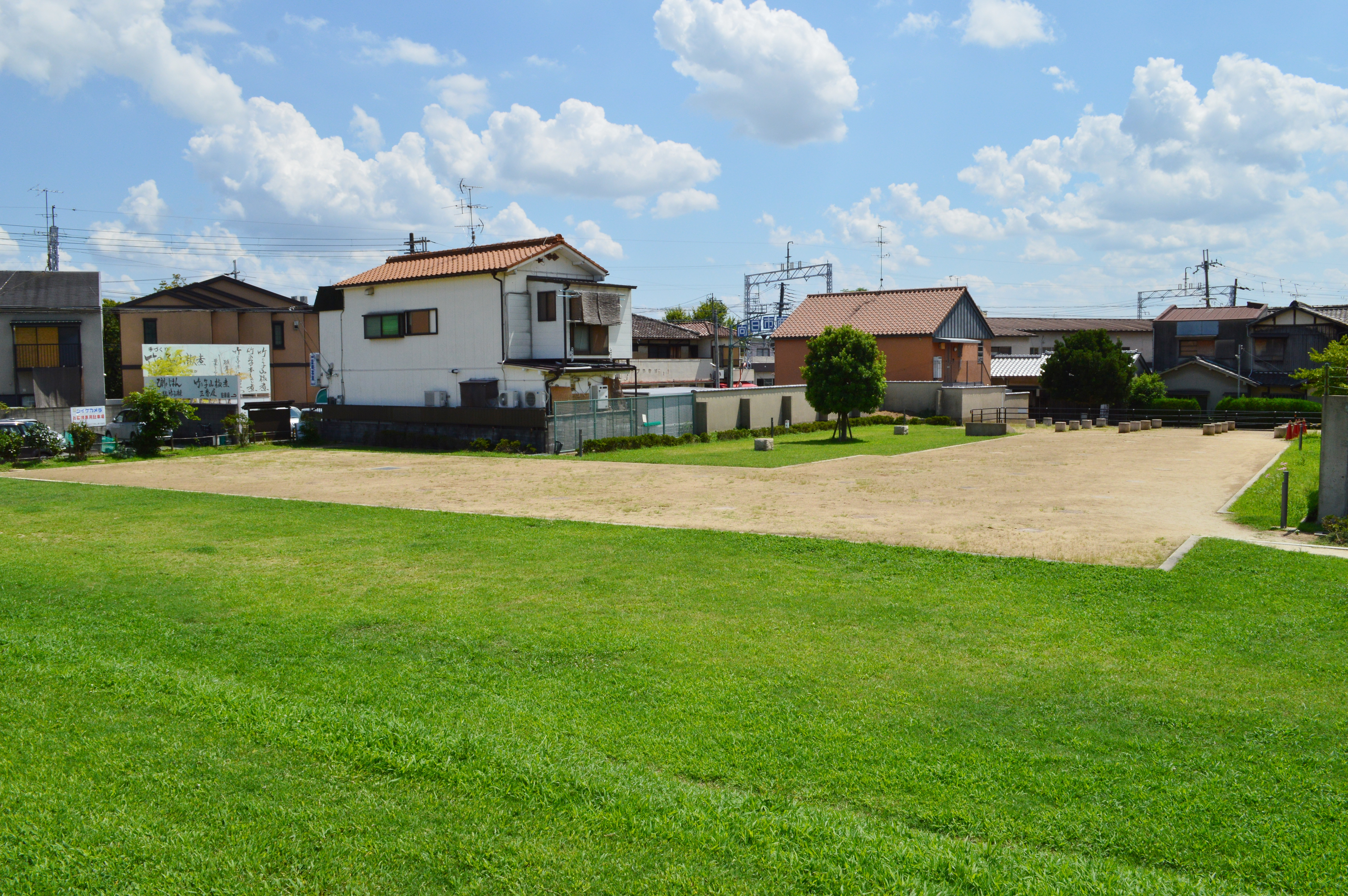
Sito del Chōdō-in
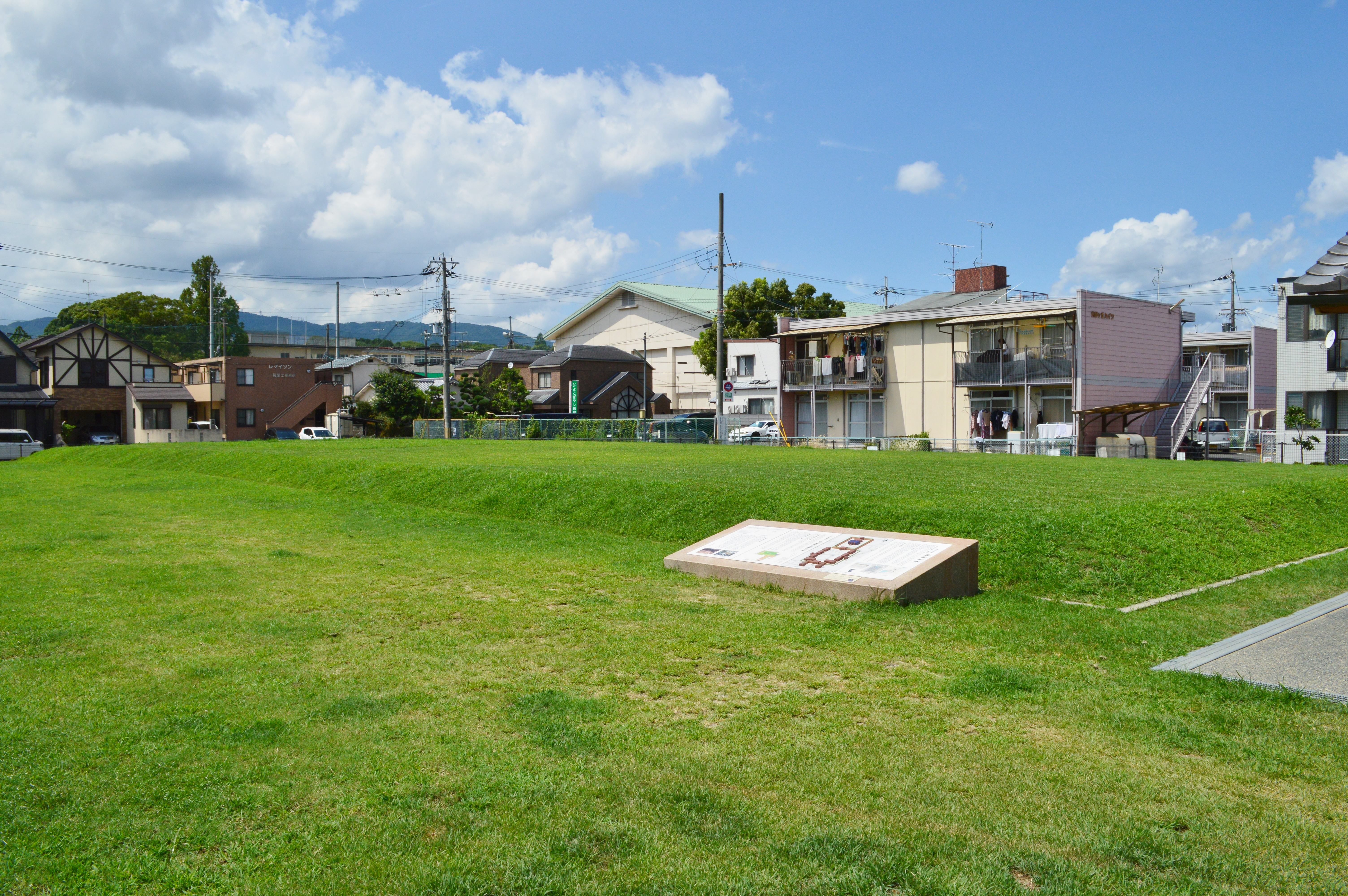
Rovine della quarta sala occidentale del Chōdō-in
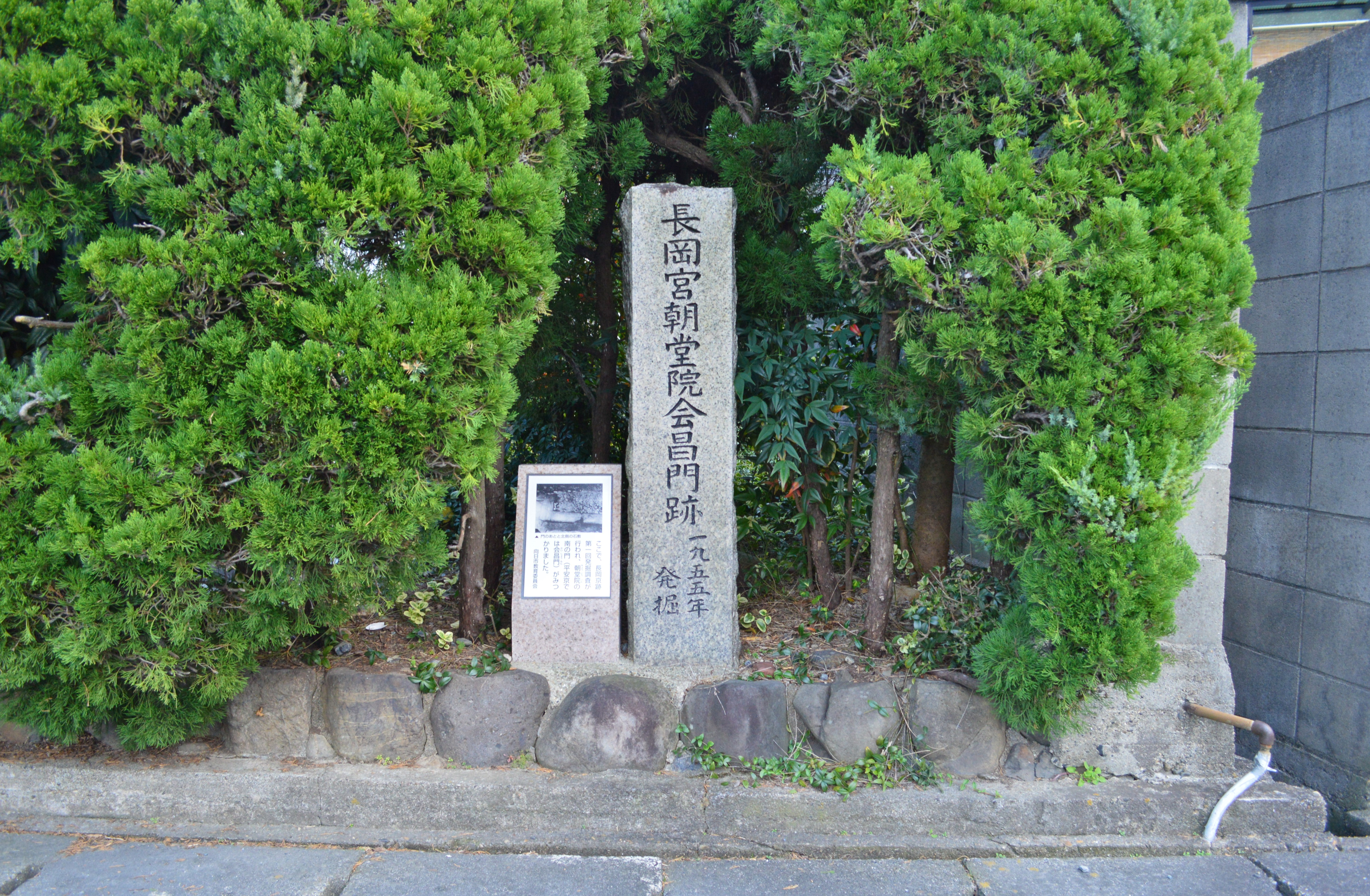
Chōdō-in Kaishōmon
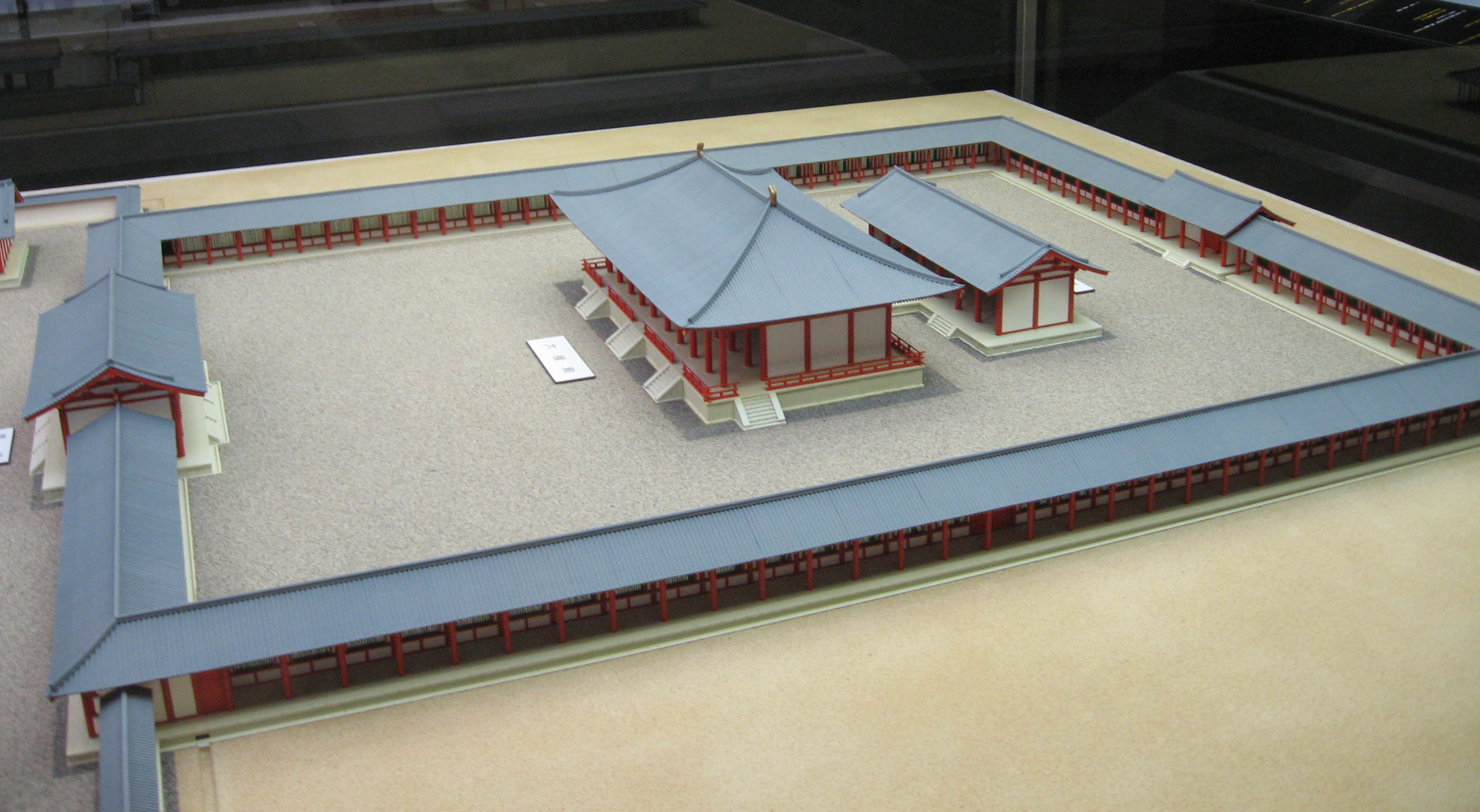
Ricostruzione